# Obila
Obila är ett släkte av fjärilar. Obila ingår i familjen mätare.

## Dottertaxa tillObila, i alfabetisk ordning[1]
- Obila abbreviata
- Obila albifasciata
- Obila anguinata
- Obila aristata
- Obila artificata
- Obila balteolata
- Obila bowreyi
- Obila catocalaria
- Obila celerata
- Obila chama
- Obila cometes
- Obila decertaria
- Obila defensata
- Obila delineata
- Obila diffusata
- Obila dispar
- Obila divulsata
- Obila dominatria
- Obila emanata
- Obila floccosaria
- Obila inangulata
- Obila latemaculata
- Obila pannosata
- Obila paularia
- Obila praecuraria
- Obila rufomarginata
- Obila ruptiferata
- Obila simpliciata
- Obila tabascana
- Obila umbrinata
- Obila velutina
- Obila xantholiva